# Chris Albright
Christopher John "Chris" Albright (Filadelfia, Pensilvania, 14 de enero de 1979) es un exfutbolista estadounidense.

## Selección nacional
Ha sido internacional con la selección de fútbol de los Estados Unidos, ha jugado 21 partidos internacionales y ha anotado 1 gol.

### Participaciones en Copas del Mundo
| Mundial                        | Sede     | Resultado    |
| ------------------------------ | -------- | ------------ |
| Copa Mundial de Fútbol de 2006 | Alemania | Primera fase |

## Clubes
| Club                   | País           | Año       |
| ---------------------- | -------------- | --------- |
| D.C. United            | Estados Unidos | 1999-2001 |
| Los Angeles Galaxy     | Estados Unidos | 2002-2008 |
| New England Revolution | Estados Unidos | 2008-2010 |
| New York Red Bulls     | Estados Unidos | 2010-2012 |
| Philadelphia Union     | Estados Unidos | 2012-2013 |

## Palmarés

### Campeonatos nacionales
| Título  | Club               | País           | Año  |
| ------- | ------------------ | -------------- | ---- |
| MLS Cup | D.C. United        | Estados Unidos | 1999 |
| MLS Cup | Los Angeles Galaxy | Estados Unidos | 2002 |
| MLS Cup | Los Angeles Galaxy | Estados Unidos | 2005 |

- Datos: Q302857
- Multimedia: Chris Albright / Q302857